# Edivaldo Martins Fonseca
Edivaldo Martins Fonseca (13. april 1962 - 13. januar 1993) var en brasiliansk fodboldspiller.

## Brasiliens fodboldlandshold
| Brasiliens landshold | Brasiliens landshold | Brasiliens landshold |
| År                   | Kmp                  | Mål                  |
| -------------------- | -------------------- | -------------------- |
| 1986                 | 2                    | 0                    |
| 1987                 | 0                    | 0                    |
| 1988                 | 0                    | 0                    |
| 1989                 | 1                    | 0                    |
| Total                | 3                    | 0                    |